# Framtid i Ale
Framtid i Ale (FiA) är ett lokalt politiskt parti som är registrerat för val till kommunfullmäktige i Ale kommun. Partiet har varit representerat i Ale kommuns kommunfullmäktige sedan 2014. Partiet menar att de är inte partipolitiskt bundna till Stockholmspolitiken utan enbart verkar i Ale kommun, för Ale kommun.
Partiet bildades vid årsskiftet 2013/2014 av tidigare socialdemokrater. I valet 2018 fick Framtid i Ale 6,26 procent av rösterna. Det starkaste stödet hade man i valdistriktet Bohus norra, där man fick 9,87 procent av rösterna.

## Valresultat
| År   | Röster | Procent | Mandat |
| ---- | ------ | ------- | ------ |
| 2014 | 636    | 3,54 %  | 2 / 49 |
| 2018 | 1 218  | 6,26 %  | 3 / 49 |
| 2022 | 879    | 4,5 %   | 2 / 49 |